# Akiyama-kun
Akiyama-kun (秋山くん?) es una serie de manga de género yaoi escrita e ilustrada por Aiko Nobara. Fue inicialmente serializada en la revista Baby de la editorial Fusion Product desde el 24 de septiembre de 2009. Su reimpresión, sin embargo, fue llevada a cabo en la revista Cab de Tokyo Mangasha. La serie también ha sido adaptada a dos CD dramas publicados en 2012 y 2019, respectivamente.

## Argumento
Daisuke Shiba es un estudiante de primer año de secundaria que ha estado perdidamente enamorado del delincuente juvenil Yūji Akiyama desde que este le defendió de unos bravucones al inicio del año escolar. Shiba le confiesa su amor a Akiyama en frente de todos los amigos de este último, tras lo cual teme ser golpeado y ridiculizado. Sin embargo, los eventos que se desarrollan a raíz de su confesión no están ni cerca de lo que cualquiera de ellos hubiera esperado.

## Personajes
Daisuke Shiba (柴 大輔 Shiba Daisuke?)
Es un estudiante de primer año de secundaria. Se enamoró de Akiyama a primera vista, tras ser rescatado por este de unos bravucones. Tiene un empleo de medio tiempo en un konbini.
Yūji Akiyama (秋山 祐二 Akiyama Yūji?)
Es el senpai de Shiba, un estudiante de segundo año. Tiene fama de ser un delincuente juvenil, pero en realidad es un muchacho tranquilo y simpático. 
Tomomi Sano (佐野 智美 Sano Tomomi?)
Es uno de los amigos de Akiyama, a quien conoce desde la preparatoria. Odia ser llamado por su nombre de pila puesto que lo considera un nombre de mujer; Akiyama es el único que puede llamarlo de esa manera.
Kajiwara (梶原?)
Amigo de Akiyama. Trabaja en un restaurante.
Tata (多田?)
Otro de los amigos de Akiyama.
Chie (ちえ?)
Es la compañera de trabajo de Shiba, una muchacha dulce y agradable.

## Media

### Manga
Escrito e ilustrado por Aiko Nobara, Akiyama-kun comenzó su serialización el 24 de septiembre de 2009 en la revista Baby de la editorial Fusion Product. El primer volumen en formato tankōbon fue lanzado en Japón en 2011. Hasta la fecha, se han publicado tres volúmenes. 

### CD drama
La serie ha sido adaptada a dos CD dramas. El primero fue lanzado el 30 de septiembre de 2012 (una nueva edición con elenco nuevo fue lanzada el 25 de abril de 2017), mientras que el segundo lo fue el 22 de febrero de 2019. Ambos CD dramas cuentan con las voces de Yoshitsugu Matsuoka, Kazuyuki Okitsu, Toshiki Masuda y Yūsuke Shirai.